# 西区 (釜山广域市)

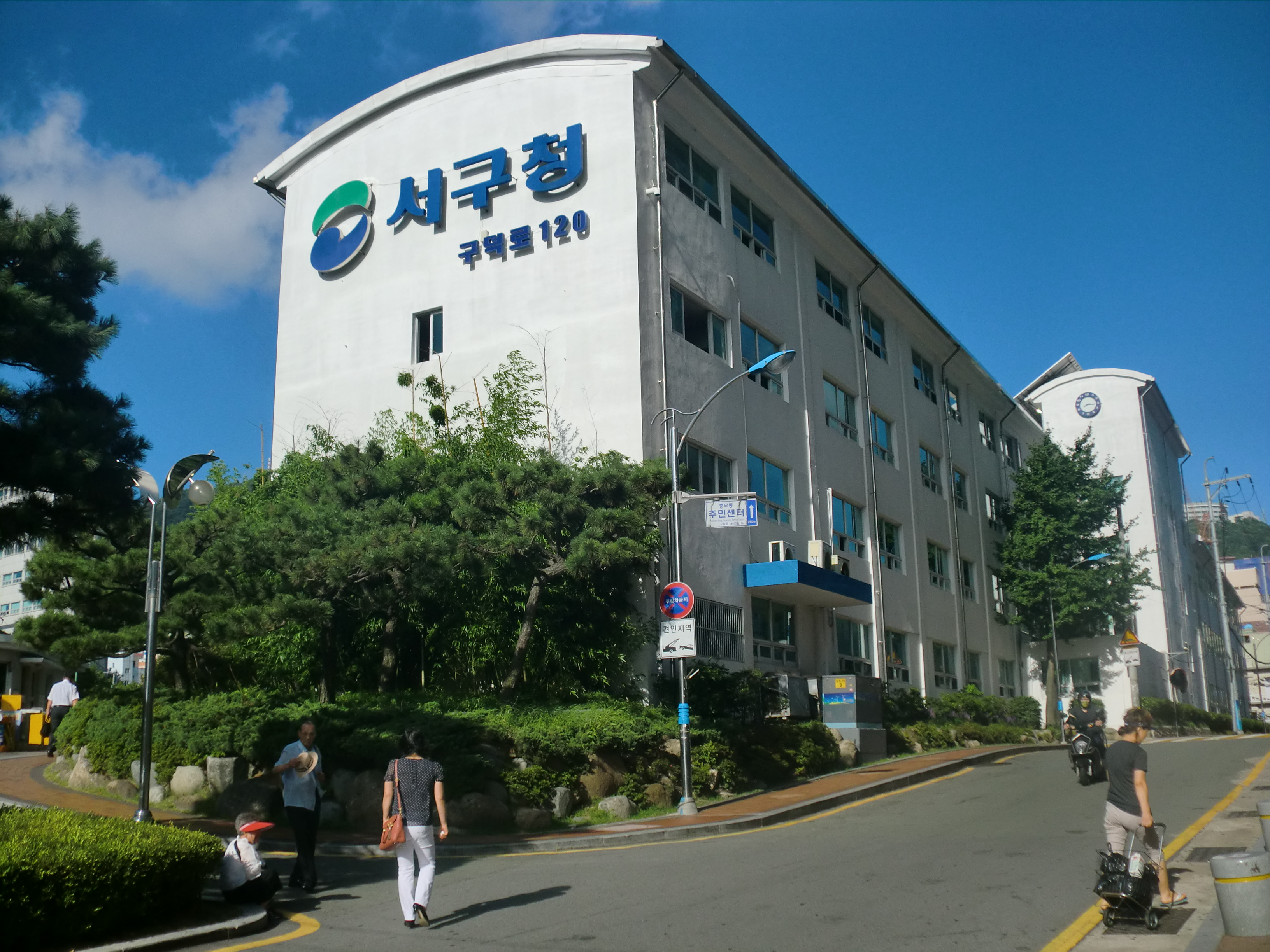
西區廳

西区（：／ Seo gu */?）是韩国釜山广域市的一个区，东邻中区、东区、影岛区，北邻釜山鎮区、沙上区，西邻沙下区。西区总面积13.7平方公里，总人口133,666人（2007年12月末）。

## 行政区划

西區行政區劃圖

西区分为8个法定洞，15个行政洞。
洞（行政洞）
- 東大新洞（1-3洞）
- 西大新洞（1-4洞）
- 富民洞
- 峨嵋洞
- 草場洞
- 忠武洞
- 南富民洞（1-3洞）
- 岩南洞